# فرماندهی جبهه جنوبی چین
فرماندهی جبهه جنوبی چین (انگلیسی: Southern Theater Command) یکی از پنج فرماندهی میدانی ارتش آزادی‌بخش خلق است که در ۱ فوریه ۲۰۱۶ از دارایی‌های منطقه نظامی گوانگژو تأسیس شد. ستاد فرماندهی جبهه جنوبی در شهر گوانگ‌ژوو، گوانگ‌دونگ قرار دارد.
حوزه اختیارات فرماندهی جبهه جنوبی شامل گوانگدونگ، گوانگشی، هونان، یون‌نان، هاینان و ناوگان دریای جنوبی، همچنین مناطق اداری ویژه هنگ کنگ و ماکائو می‌شود.
فرمانده فرماندهی جبهه جنوبی چین؛ ژنرال وو یانان و کمیسر سیاسی آن ژنرال وانگ ونکوان است.